# Осада Бильбао (1835)
Осада Бильбао (исп. Sitio de Bilbao) или первая осада Бильбао — боевые действия, проходившие вокруг Бильбао в период с 10 июня по 1 июля 1835 года, как часть стратегии карлистской армии по завоеванию города, в ходе которой правительственные войска защищали город от попытки карлистов занять его.

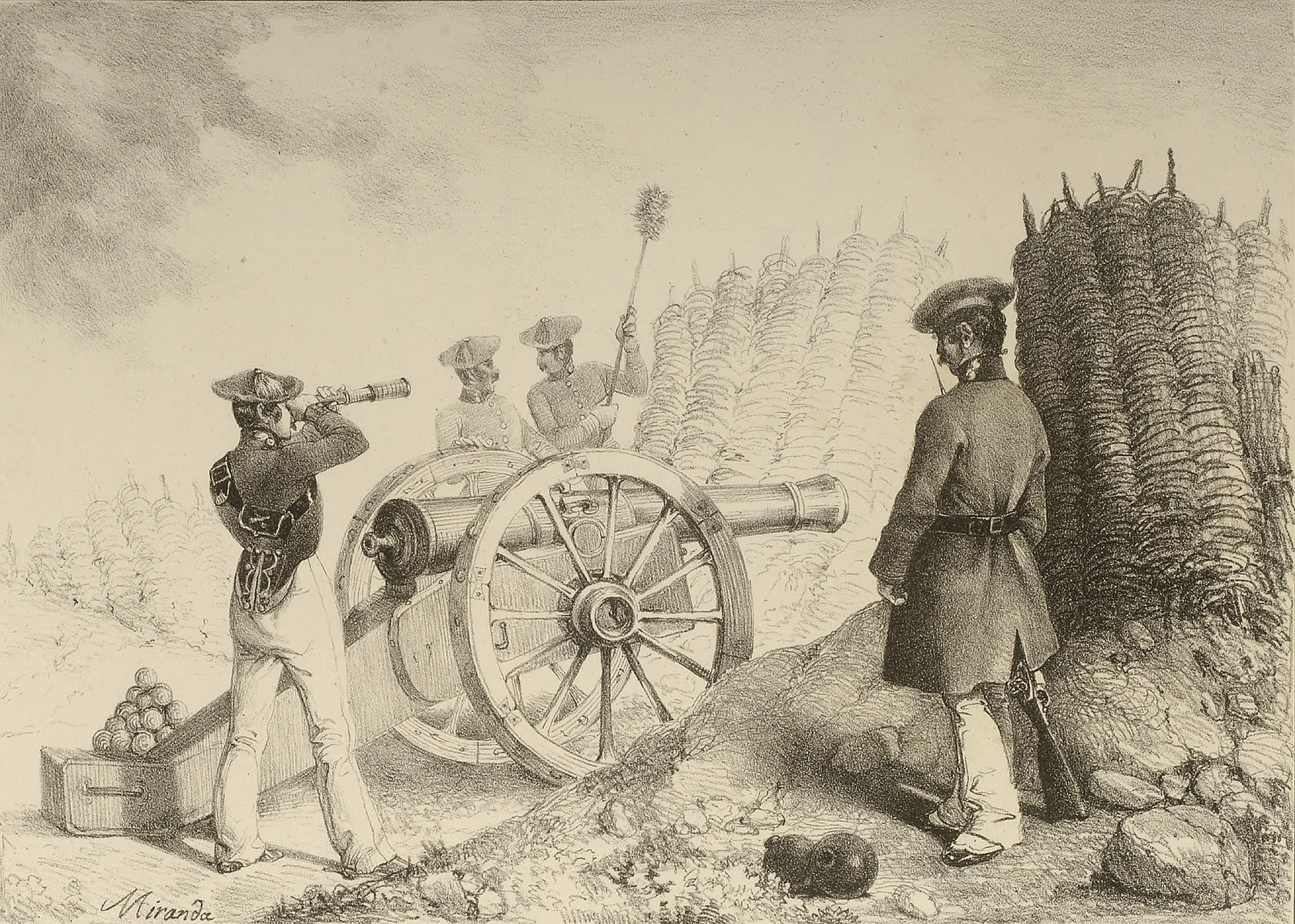
Карлистская артиллерия

С начала войны карлисты сохраняли военное превосходство в военных действиях. К марту 1835 года численность карлистских сил в четырёх провинциях на севере (Наварра, Алава, Гипускоа и Бискайя) возросла до 22600 пехотинцев и 598 кавалеристов. Поражение правительственной армии в битве при Артасе оставило всю северную Испанию в руках сторонников дона Карлоса, поэтому генерал Херонимо Вальдес удовлетворился тем, что создал линию обороны на Эбро, сохранив при этом некоторые города на побережье. Карлисты сочли необходимым занять важный город Бильбао, чтобы повысить свой международный престиж. На собрании генерального штаба в Дуранго, несмотря на возражение Томаса де Сумалакарреги, который считал эту операцию чрезмерным усилием и предлагал занять Виторию, более доступную, было принято решение осадить город.
Однако Сумалакарреги подчинился и начал военные действия 10 июня 1835 года, окружив город и захватив различные близлежащие города, такие как Абандо, Бандерас и Деусто, почти без сопротивления. После взятия возвышенностей, окружавших Бильбао, и отказа города сдаться, 13 июня началась осада. На следующий день начались артиллерийские обстрелы Бильбао, но правительственная артиллерия, имевшая больше батарей, быстро подавила огонь карлистов, нанеся им большие потери. Среди тяжело раненых был и Сумалакарреги, который 24 июня скончался. Это стало серьёзным ударом по боевому духу карлистов, но операции против Бильбао продолжились.
16 июня дон Карлос приказал обстрелять городской центр. Затем мишенью для артиллерии стали жилые дома, церкви и больницы. Однако ответный огонь батарей Бильбао был активен, и 26 июня сам дон Карлос едва не был убит снарядом осажденных. Бомбардировки городских районов продолжались, и защитники Бильбао ждали помощи со стороны правительственных войск из Сантандера и Сан-Себастьяна. Наконец из Кастилии во главе с генералами Эспартеро и Фернандесом де Кордова двинулись отряды в попытке подойти к Бильбао и снять осаду. 30 июня они были в окрестностях города и на следующий день вошли в Бильбао, приветствуемые горожанами. Первая карлистская осада Бильбао закончилась.
Карлистам пришлось отступить, что привело к снижению боевого духа сторонников дона Карлоса. Однако большая часть Бискайи все ещё оставалась в руках карлистов.